# كاتدرائية إرفورت

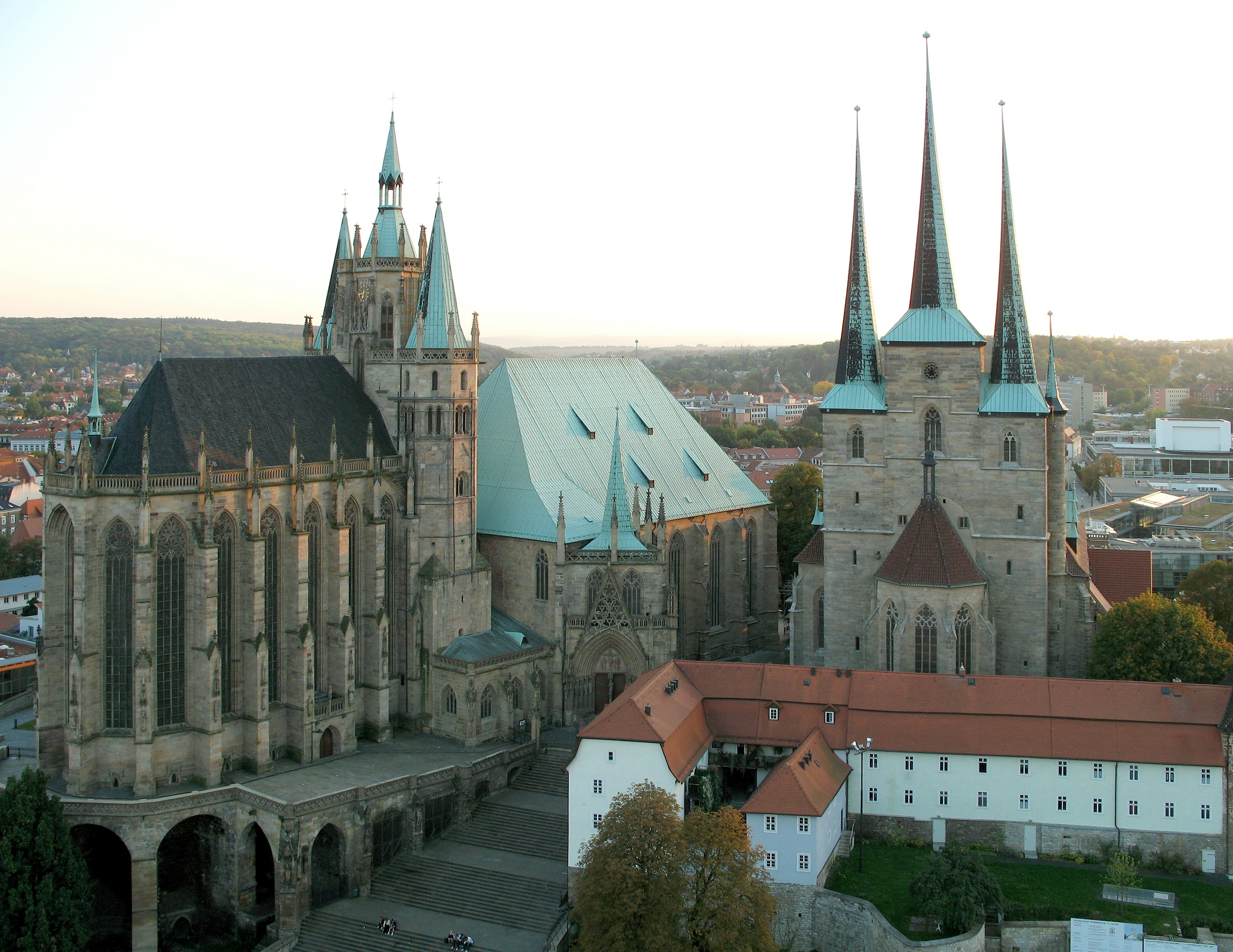
نظرة على كاتدرائية ايرفورت (يسارا)

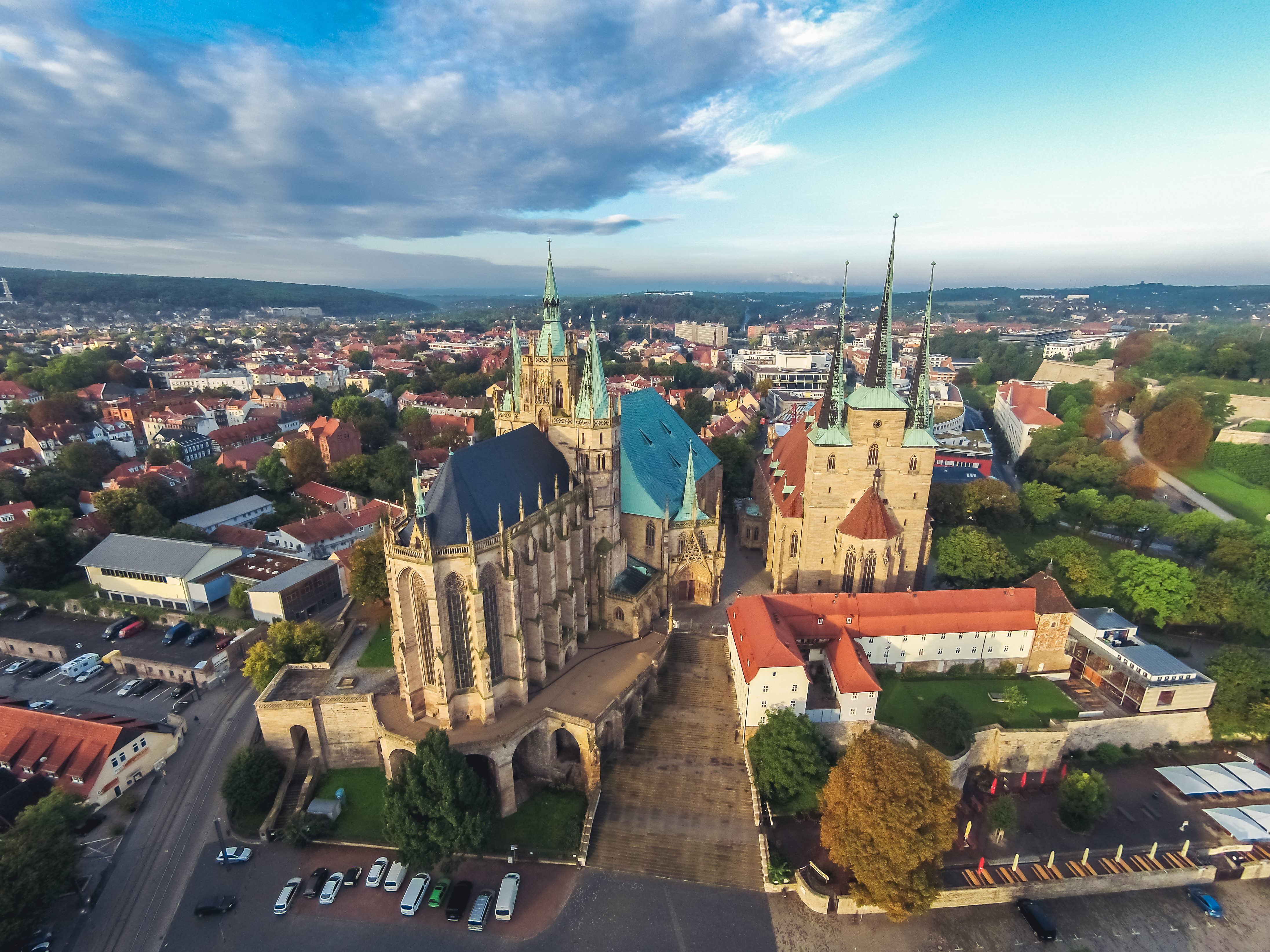
منظر لكاتدرائية ايرفورت (على اليسار) وكنيسة سيفير (على اليمين)

كاتدرائية ايرفورت (في عهود سابقة كانت تدعى بكنيسة مريم العذراء) هي من أهم وأقدم الكنائس المبنية في ايرفورت. ويعود عمرها إلى 1200 سنة - تقع في مدينة ايرفورت،تورينغن، ألمانيا. بناء الكاتدرائية الحالي مبني على الطراز القوطي. وفيها مقر جمعية مريم القديسة. ومنذ عام 1994 وحتى الآن تشغل موقعها ككاتدرائية ايرفورت أبرشية رومانية كاثوليكية. 

## تاريخ
موقع الكاتدرائية الحالي كان محلا لعديد من المباني الكنسية (ويعتقد بأنها اسست على حطام كنيسة المدينة الرئيسية). يعتقد بأن أول تأسيس لالكاتدرائية الحالية يعود إلى العام 724م عن طريق أبرشية مسيحية بطلب من البابا غريغوريي الثاني؛ حيث امر ببناء بيت هناك لكن في أي موقع وعلى أي شكل قد حُقِقَ ذلك، غير معروف لحد الآن.
الاساس الاصلي للكنيسة الحالية يعود لعام 1154 حيث يعود لكنيسة أخرى كانت محلها مبنية على الفن الرومانيسكي. تم تنصيب مارتن لوثر البروتستانتي هناك ككاهن في عام 1507م. 

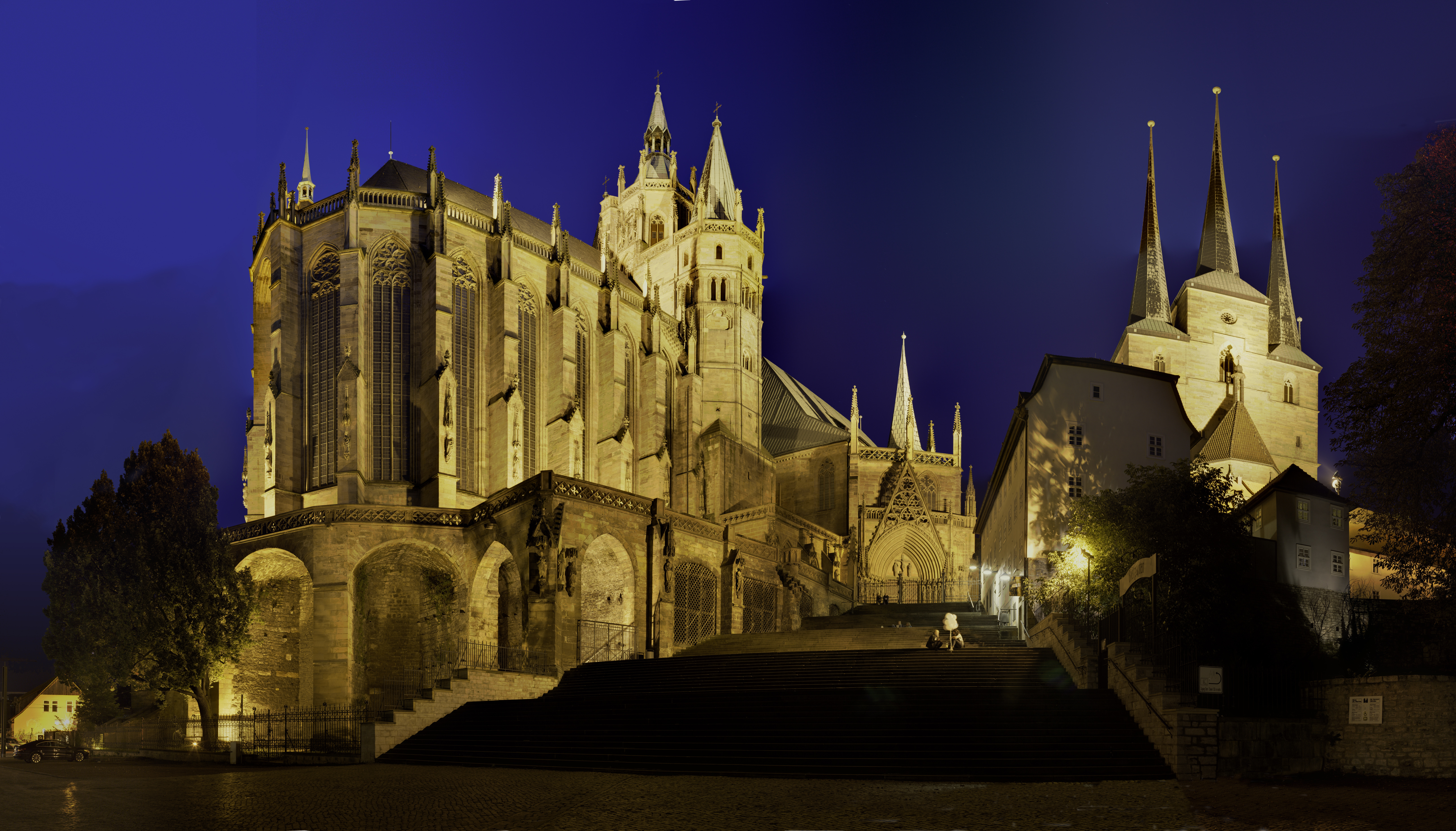
الكاتدرائية وكنيسة سيفيرمضائتان ليلا

### الفن المعماري

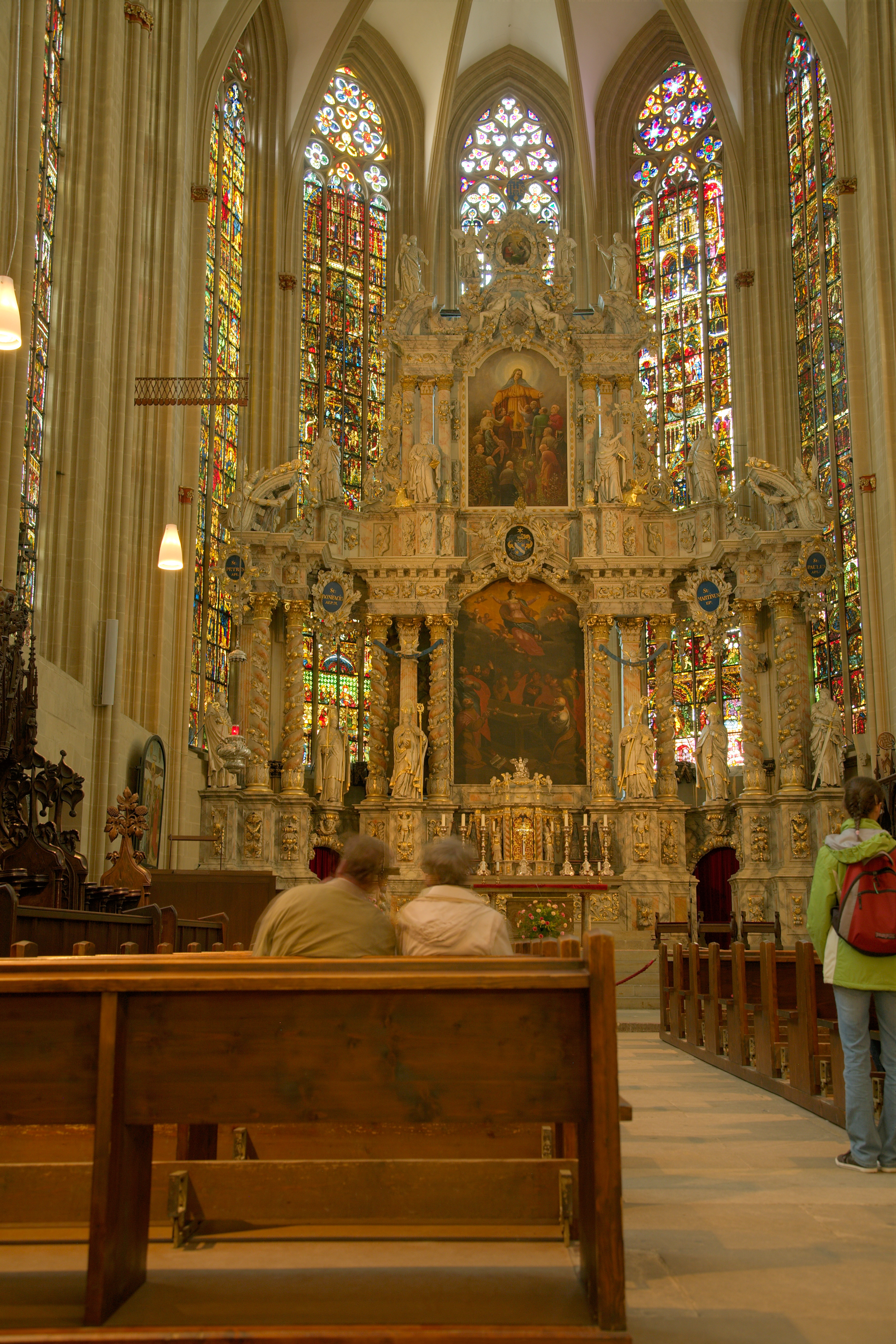
المذبح في كاتدرائية ايرفورت

الهندسة المعمارية المستخدمة بشكل رئيسي هي العمارة القوطية التي كانت سائدة في القرني ال14-15 ميلادي. 
هناك الكثير من الاشياء الممكن ملاحظتها كالبناء والزجاج الملون ولاسيما المفروشات داخل الكاتدرائية والعديد من المنحوتات. اعلى برج الكنيسة يوجد أكبر جرس صنع في العالم في العصور الوسطى 1497 م (يسمى جرس ايرفورت أو Maria Gloriosa )

## معرض صور

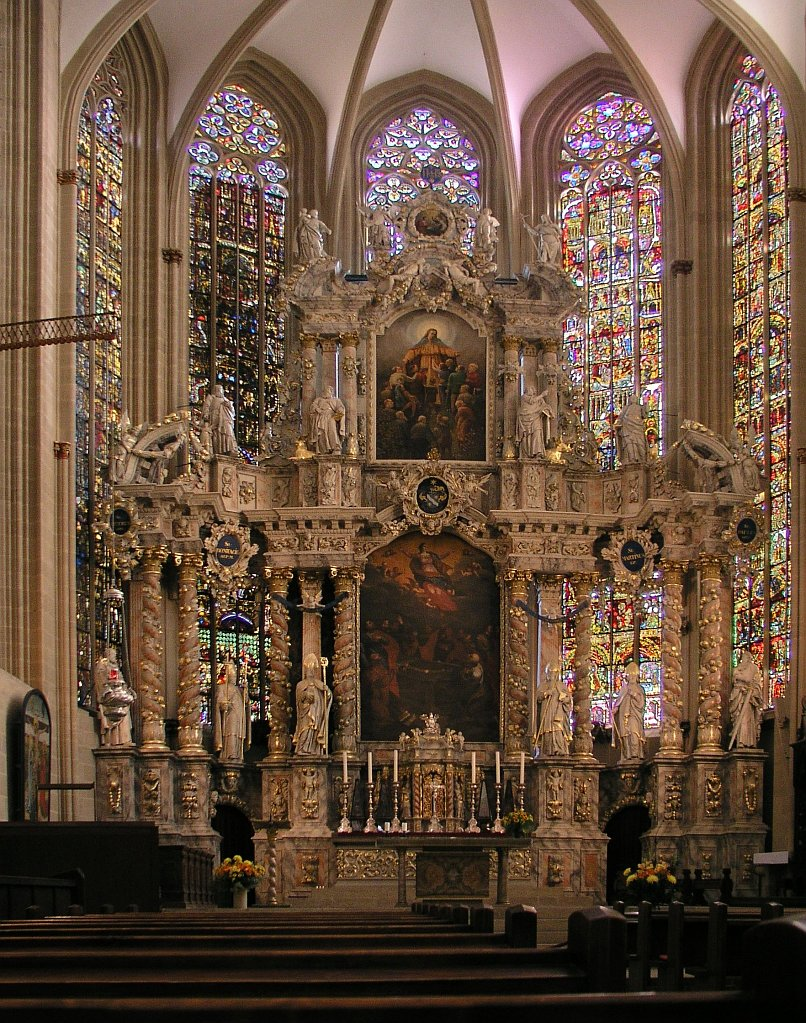
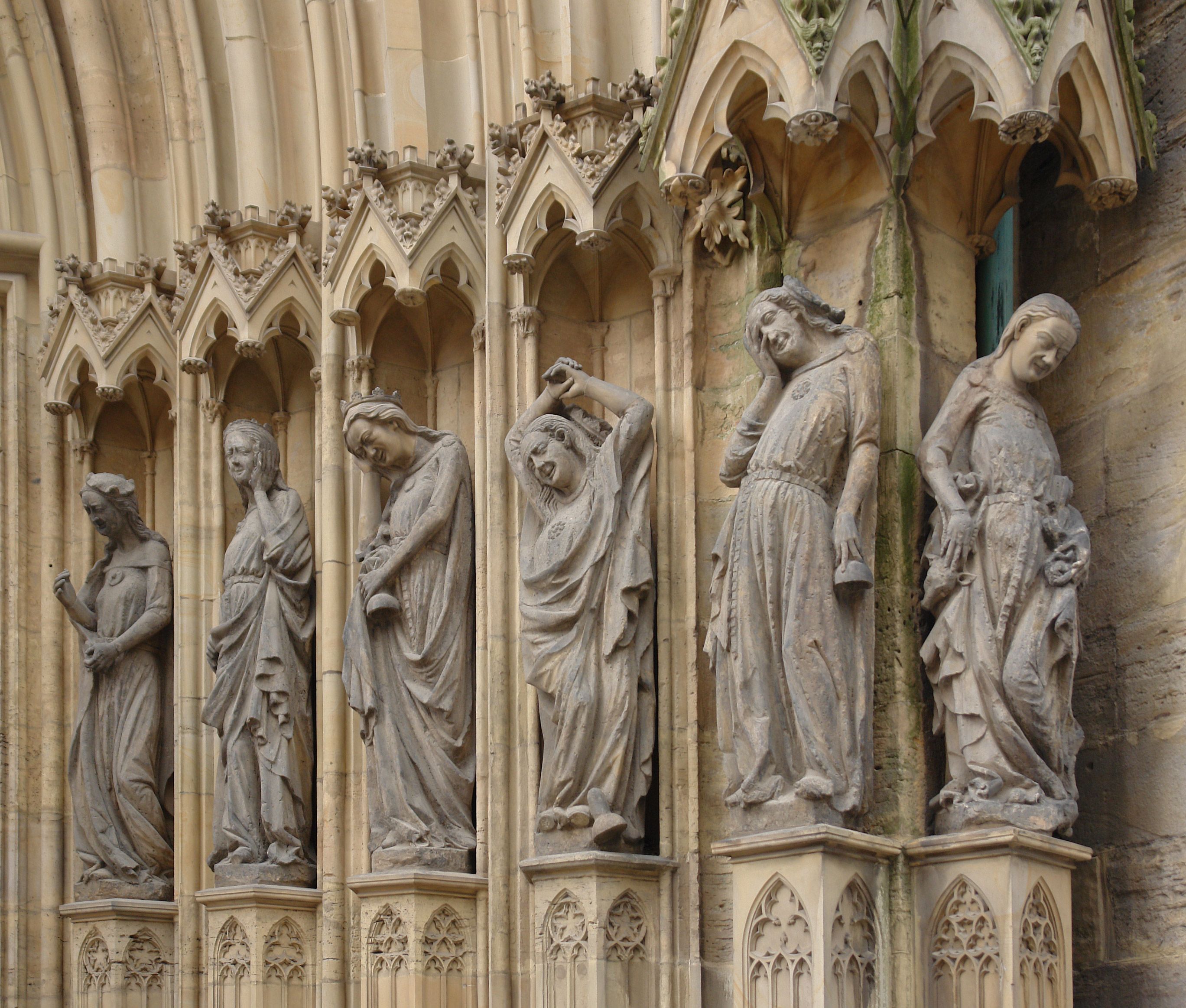
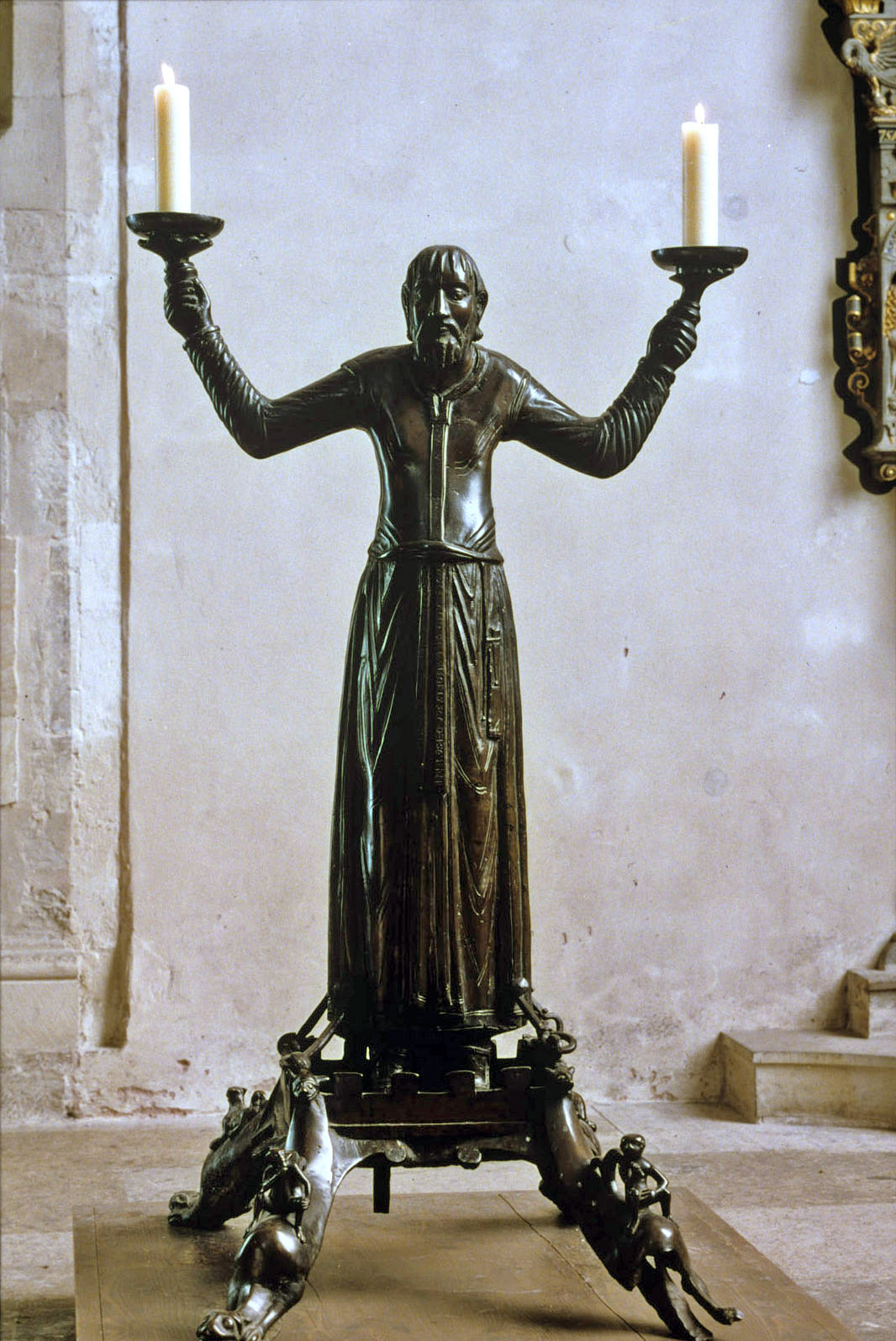